# Prima Donnas
Tres razones para amar  
es una serie de televisión filipina transmitida por GMA Network desde el 19 de agosto de 2019. Está protagonizada por Jillian Ward, Althea Ablan y Sofia Pablo.

## Sinopsis
La pareja Jaime (Wendell), el único miembro hereditario del rico grupo de compañías Claveria, y Maita (Glaiza) encuentran difícil tener un hijo. Luego, la pareja contrató a Lilian (Katrina), la hija de su criada más confiable, para ser la madre sustituta de sus hijos no nacidos. Lilian acepta la propuesta y luego da a luz a tres hermosas chicas llamadas Donna Marie (Jillian), de buen corazón y motivadas, Donna Belle (Althea), ambiciosas y obstinadas; y Donna Lyn (Sofía), oradora y mediadora entre las dos.
La vida da un giro inesperado para las tres Donnas cuando Kendra (Aiko), la ambiciosa asistente ejecutiva de Lady Prima, que observó la fortuna de Jaime y Claveria, no se detiene ante nada para hacerse cargo de toda la riqueza de Claveria y el afecto de Jaime a expensas de los tres jóvenes herederos.
Secretos familiares, parientes reacios y una búsqueda interminable de identidad verdadera: ¿el vínculo entre las tres mujeres seguirá siendo fuerte entre los muchos desafíos que la vida les impone?

## Elenco
- Jillian Ward como Donna Marie "Mayi" Madreal[1]
- Althea Ablan como Donna Belle "Ella" Salazar Claveria / Madreal[1]
- Sofia Pablo como Donna Lyn "Lenlen" Salazar Claveria / Madreal[1]
- Katrina Halili como Lilian Madreal[1]
- Wendell Ramos como Jaime Antonio Claveria[1]
- Chanda Romero como Lady Primarosa "Prima" Claveria[1]
- Benjie Paras como Agaton Salazar[1]
- Aiko Melendez como Maria Kendra Fajardo[1]
- Elijah Alejo como Brianna Fajardo[1]

## Temporadas
| Temporada | Temporada | No. de Episodios | Rango de episodios | Emisión original     | Emisión original      |
| Temporada | Temporada | No. de Episodios | Rango de episodios | Primera emisión      | Última emisión        |
| --------- | --------- | ---------------- | ------------------ | -------------------- | --------------------- |
|           | 1         | 231              | 1 - 231            | 19 de agosto de 2019 | 19 de febrero de 2021 |
|           | 2         | 80               | 232 - 311          | 24 de enero de 2022  | 30 de abril de 2022   |